# Antônio Henriques Leal
Antônio Henriques Leal (Cantanhede, MA, 24 de Julho de 1828-Rio de Janeiro,29 de Setembro de 1885); foi um médico, jornalista e escritor brasileiro.

## Biografia
Antônio Henriques Leal nasceu no povoado de Candimbas próximo à Vila de Itapecuru, hoje município de Cantanhede, MA, em 24 de Julho de 1828 e faleceu no Rio de Janeiro em 29 de Setembro de 1885. Filho de Alexandre Henriques Leal e Ana Rosa de Carvalho Reis. Proveniente de uma família bastante influente no Maranhão, donos de muitas propriedades rurais, concluiu os estudos em São Luís e posteriormente formou-se médico na cidade do Rio de Janeiro.
Depois de formado no Rio de Janeiro, Henriques Leal retornou para sua província natal para exercer a profissão, São Luís naquela época era a quarta maior cidade brasileira, sendo excedida apenas por Rio de Janeiro, Salvador e São Paulo. Em São Luís pertenceu ao Instituto Literário Maranhense e mais tarde do Gabinete Português de Leitura, que fez seu sócio honorário, do Ateneu Maranhense e da Associação Tipográfica Maranhense. No Rio de Janeiro tornou-se sócio correspondente do Instituto Histórico e Geográfico Brasileiro e da Sociedade Auxiliadora da Indústria Nacional e, em Portugal foi sócio da Sociedade Médica de Lisboa. Na política exerceu um mandato de vereador em São Luís e foi presidente da Câmara Legislativa na legislatura de 1865/1866 e na seguinte de 2866/1867, foi ainda eleitor para à Assembleia Provincial onde também atingiu a chefia. Há registros de que em 1855 o presidente da Província nomeou-o para o cargo de auxiliar da Junta de Higiene Pública, entretanto não exerceu o cargo por mais de um mês, porque no Rio de Janeiro tornou-se regente do Colégio Pedro II e diretor do internato dessa instituição.
Começou sua carreira de jornalista em O progresso como colaborador (1847-1848) e como redactor em 1861, depois foi para A Imprensa que fundou junto com Fábio Alexandrino de Carvalho Reis e Antônio Rego (1857-1861) e ao Publicador Maranhense redigiu de 1864 a 1865 e para A Conciliação foi um assíduo colaborador; eram estes jornais de natureza política, já nos jornais de natureza literária ou cultural contribuiu com O Arquivo, O jornal de Instrução e Recreio e Semanário Maranhense e a Revista Universal Maranhense. Deixou a militância política por motivos de saúde e dedicou-se a intelectualidade, à literatura, biografando os principais nomes de sua província natal.
Em 1862 escreveu a "introdução" para a História da Independência da Província do Maranhão de autoria do Visconde de Vieira da Silva e a "Nota Biográfica" no primeiro volume das Obras de João Francisco Lisboa, de que ele editou na companhia de Luís Carlos Pereira de Castro em 1864.
Foi na década de 1870, doente, que Antônio Henriques Leal atingiu o máximo e o melhor da sua produção literária, começou editando os quatro volumes do Pantheon Maranhense, editados pela Imprensa Nacional de Lisboa em 1873 e 1874 e dois volumes dos Apontamentos para a História dos Jesuítas no Brasil e Lucubrações, pequenos ensaios sobre assuntos de história, literatura e medicina, e por fim a Biografia de Antônio Marques Rodrigues, publicada em Lisboa em 1875.
 

Falecera no Rio de Janeiro, 20 dias depois de chegar de Lisboa. Tem um dos bustos que homenageiam escritores maranhenses na Praça do Pantheon. Recebeu do município de Cantanhede o cognome de O Plutarco de Cantanhede.

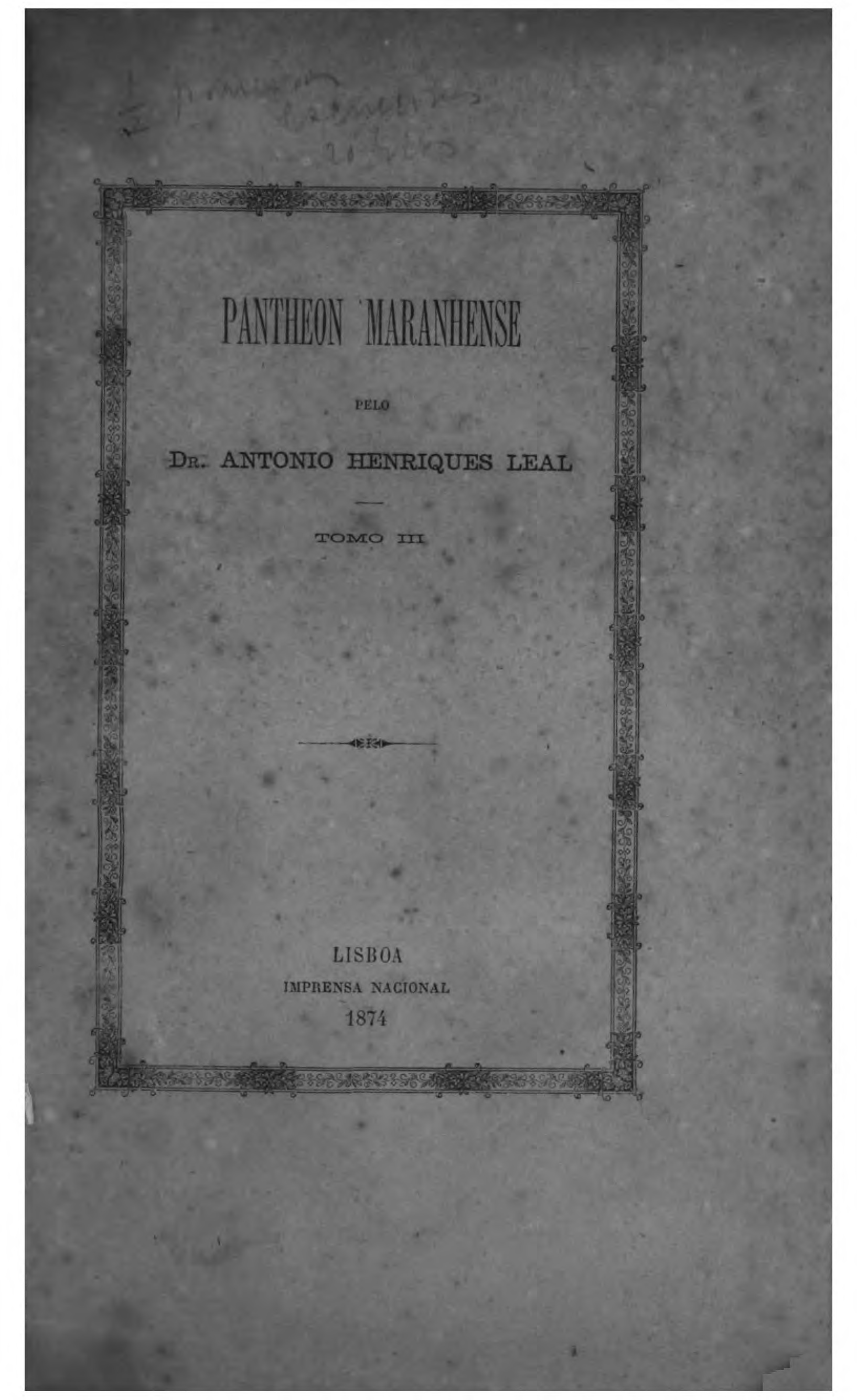
O Tomo III, contém 583 páginas

## Obras

### Obras completas de A. Henriques Leal
- Pantheon maranhense (1873-5) - (Em 4 tomos)
- A província do Maranhão (1862).
- Apontamentos para a história dos jesuítas no Brasil (1874) - (em 2 tomos)
- Apontamentos Estatísticos da Província do Maranhão (1847).
- Calendário Agrícola
- História da Província do Maranhão
- Lucubrações (1875).
- Biografia de Antônio Marques Rodrigues (1875).

### Obras organizadas por A. Henriques Leal
- Obras de João Francisco Lisboa (1864).[3]
- Obras Pósthumas de A. Gonçalves Dias (1873)

### Tradução
- Cartas sobre Química de Jules Liebig 1867.

### Outros
Judael de Babel-Mandeb é o pseudônimo de Henriques Leal em A Casca da Caneleira: (steeplechase) romance por uma boa dúzia de Esperanças de Flávio Reimar e publicado na tipografia de Belarmino de Matos.

## Familiares
- Era primo de Ana Amélia Ferreira do Vale, a musa por quem Gonçalves Dias se apaixonou e que se tornou um dos maiores mitos da Literatura Brasileira.[4]
- Era primo de Alexandre Teófilo de Carvalho Leal, o primeiro amigo e confidente do poeta Gonçalves Dias e testemunhado pelo próprio Henriques Leal.[5]